# داني لويد (لاعب كرة قدم)
داني لويد (بالإنجليزية: Danny Lloyd)‏ هو لاعب كرة قدم بريطاني في مركز الوسط، ولد في 3 ديسمبر 1991 في ليفربول في المملكة المتحدة. لعب مع ستوكبورت كونتي ونادي تاموورث.

## وصلات خارجية
- داني لويد (لاعب كرة قدم) على موقع قاعدة بيانات كرة القدم.إي يو (الإنجليزية)
- داني لويد (لاعب كرة قدم) على موقع Soccerbase.com (لاعب) (الإنجليزية)
- داني لويد (لاعب كرة قدم) على موقع Soccerway.com (الإنجليزية)